# Zeche Laute
Die Zeche Laute im Bochumer Stadtteil Querenburg ist ein ehemaliges Steinkohlenbergwerk. Die Zeche war auch unter den Namen Zeche Lauthe oder Zeche Lautenbanck bekannt. Die Zeche befand sich im Bereich der heutigen Lennershofstraße und der Schattbachstraße. Trotz der 60-jährigen Geschichte ist über das Bergwerk nur wenig bekannt.

## Bergwerksgeschichte
Im Jahr 1739 war das Bergwerk bereits in Betrieb. In den Jahren 1754 und 1755 sowie 1758 und 1759 war das Bergwerk ebenfalls in Betrieb. Es waren acht Bergleute auf dem Bergwerk angelegt. Im Jahr 1756 wurde eine Störung durchörtert. Hinter der Störungszone konnte das Flöz wieder aufgeschlossen werden. Im selben Jahr wurde die Mutung eingelegt. Das hinter der Störung liegende Längenfeld wurde noch im selben Jahr verliehen. In den Jahren 1761 bis 1763 gab das Bergwerk Ausbeute ab. Im Jahr 1775 wurde das Bergwerk in der Situationskarte aufgeführt. Im Jahr 1799 konsolidierte die Zeche Laute mit weiteren Zechen und Längenfeldern zur Zeche Glück & Segen.